# بي إم دبليو إكس4
بي إم دبليو إكس4 (بالألمانية: BMW X3) هي سيارة رياضية متعددة الأغراض من صنع شركة بي إم دبليو دخلت الإنتاج عام 2014. تنتج هذه السيارة بمصنع الشركة في كالفورنيا في الولايات المتحدة.